# Эрмин
Эрмин (фр. Ermin, лат. Erminus; умер в 737, Лобб) — второй настоятель монастыря Лобб (713—737), святой (день памяти — 25 апреля).
Святой Эрмин учился в школе при соборе Лана (Франкское государство). Духовный ученик святого Урсмара, он сначала был иеромонахом в монастыре в Лоббе (современная Бельгия), а после смерти в 713 году своего учителя — его преемником в сане аббата. Святой Эрмин был известен мудростью и святостью, а также, согласно преданию, обладал даром пророчества.
Он похоронен в крипте монастыря Лобб.